# Platyhomonopsis
Platyhomonopsis là một chi bướm đêm thuộc phân họ Tortricinae của họ Tortricidae.

## Các loài
- Platyhomonopsis dentata Wang & Li, 2005